# NGC 6142
NGC 6142 (również PGC 57984 lub UGC 10366) – galaktyka spiralna (Sb), znajdująca się w gwiazdozbiorze Korony Północnej. Odkrył ją William Herschel 30 maja 1791 roku.
W galaktyce tej zaobserwowano supernową SN 2006R.